# حفلة على الخازوق (مسرحية)
حفلة على الخازوق مسرحية تاريخية كويتية، من تأليف محفوظ عبد الرحمن وإخراج صقر الرشود، كلمات الأغاني لشاعر محمد الفايز ،وألحان عبدالرؤوف اسماعيل ، والديكور والأزياء يوسف قاسم .
تعد من أشهر أعمال الرشود الإخراجية، عرضت على مسرح كيفانبالكويت يوم11 ديسمبر 1975م، وكذلك على مسرح سيد درويش في القاهرة في 1 مارس 1977م، ولمدة ثلاثة أيام متواصلة، وأيضا عرضت في مهرجان دمشق للفنون المسرحية في مايو 1977م.

## قصة المسرحية
المسرحية مأخوذة من حكايات ألف ليلة وليلة حيث تتمحور المسرحية على قصة حاكم اختار مساعدين له من الرجال غير ذوي الكفاءة فقاموا بأعمال السلب والفساد والظلم للمحافظة على مناصبهم فبدوأ بتلفيق التهم للأبرياء وزجوهم بالسجون وتشكيل مراكز قوى خطرة داخل الدولة، والسلطان على غير علم بما يدور حوله.

## مشهد الصناديق
من أشهر مشاهد المسرحية مشهد الصناديق، وكان هذا المشهد معرضا للألغاء بسبب تذمر المسؤولين في مسرح كيفان من كمية الأخشاب المستخدمة في صنع الصناديق ونوعيتها الباهظة الثمن، ولكن المخرج صقر الرشود تمسك بقراره ورفض فكرة إلغاء المشهد، وبعد العرض نال هذا المشهد استحسان الجمهور والنقاد وبات علامة فارقة ومن المشاهد التي رسخت في ذاكرة الجمهور على مدى الأعوام.

## بطولة
- سعاد عبد الله
- محمد المنصور
- إبراهيم الصلال
- خالد العبيد
- محمد السريع
- سليمان الياسين
- هيفاء عادل
- عبد الله الحبيل
- حميد السلمان

## وصلات خارجية
- صفحة المسرحية في قاعدة بيانات الأفلام العربية
- مشهد من المسرحية على يوتيوب

1. ↑  "جريدة الجزيرة السعودية". مؤرشف من الأصل في 2022-02-04.
2. ↑  "السينما كوم". مؤرشف من الأصل في 2023-07-10. اطلع عليه بتاريخ 2023-11-04.
3. ↑  "جريدة الجريدة :: طباعة :: صقر الرشود... فنان التغيير والإنجازأعماله بصمة خالدة في تاريخ المسرح". مؤرشف من الأصل في 2011-02-21. اطلع عليه بتاريخ 2021-03-26.